# Mortlockvleerhond
De Mortlockvleerhond (Pteropus pelagicus pelagicus) is een vleermuis die voorkomt in Micronesia. De soort komt waarschijnlijk voor op de eilanden Kubary, Etal, Lukunor en Satawan. Andere vleermuizen die gezien zijn in de Mortlock-eilanden in Micronesia en op Namoluk en Losap vertegenwoordigen mogelijk ook deze soort. Tot voor kort werd hij als een aparte soort gezien, maar tegenwoordig als een ondersoort van de Chuukvleerhond (Pteropus pelagicus). De andere ondersoort van de Chuukvleerhond, P. p. insularis, lijkt veel op de Mortlockvleerhond, maar is donkerder van kleur.